# Ezequiel (Miguel Ángel)
El profeta Ezequiel de 365 x 380 cm es un fresco de Miguel Ángel de 1511 y forma parte de la decoración de la bóveda de la Capilla Sixtina, en los Museos Vaticanos de Roma, encargada por el papa Julio II.

## Historia

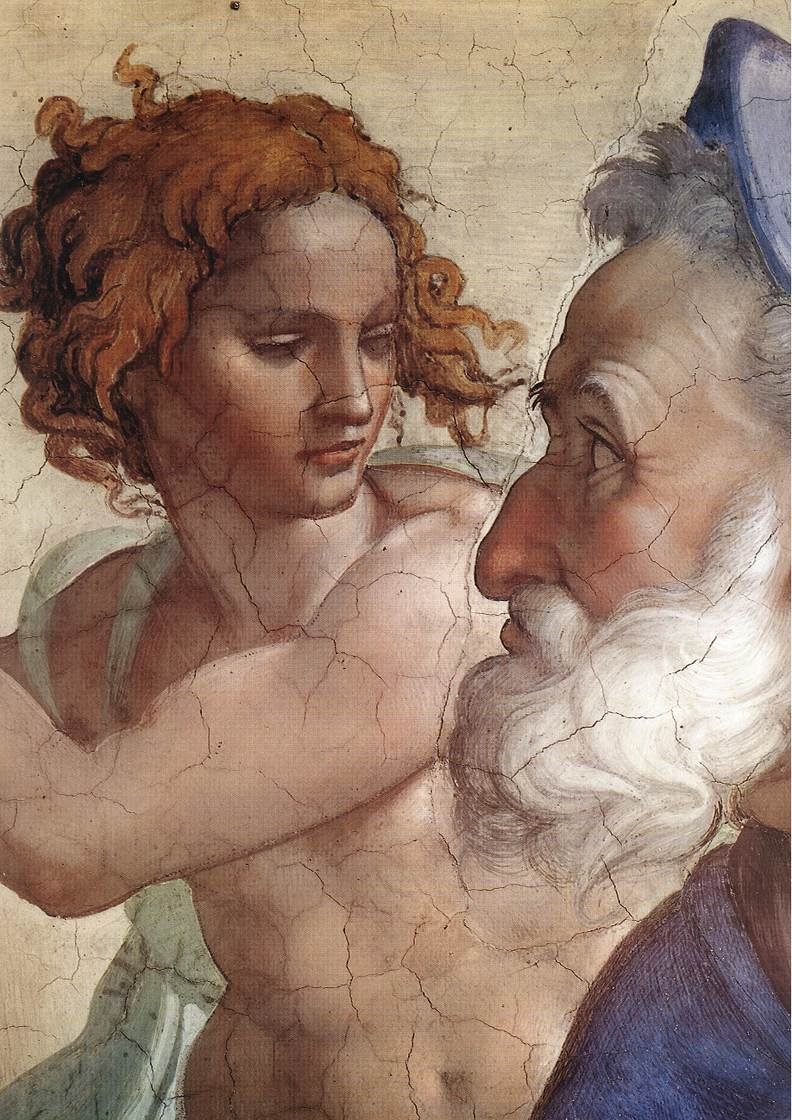
Detalle.

Al pintar la bóveda, Miguel Ángel procedió desde el tramo cerca de la puerta de entrada, la usada durante las entradas solemnes a la capilla del pontífice y su séquito, hasta la parte sobre el altar. Ezequiel así pues, que se encuentra en el quinto tramo a partir de la puerta, fue una de las figuras de la fase inicial del segundo bloque de trabajos, datado en 1511 aproximadamente.

## Descripción y estilo
Ezequiel forma parte de la serie de los Videntes, colocados sobre amplios tronos arquitectónicos sobre las ménsulas. Cada uno de ellos va acompañado de un par de jóvenes asistentes y está en un gran asiento marmóreo, entre dos pilares con fingidos altorrelieves con amorcillos por parejas, en varias posiciones. Su nombre en latín (en este caso EZECHIEL) está escrito en igualmente simuladas tablitas bajo la plataforma que hace de base al trono, cada una sostenida por un amorcillo.
Ezequiel aparece como una figura enérgica que destaca fuertemente sobre el fondo claro debido sobre todo a su túnica de intenso color rojo, a la cual se añade un manto violeta y un pañuelo sobre los hombros y arrollado a la cabeza a modo de capucha de color blanco azulado, una tonalidad fría que equilibra la de la túnica. Sostiene un rollo en la mano izquierda que cuelga desenrollado y gira el rostro hacia uno de los dos asistentes detrás de él, que le indica a lo alto donde se encuentra la escena de la Creación de Eva, con una expresión emocionada, subrayada también por el gesto de la mano derecha que parece querer demostrar la veracidad de sus profecías. Ezequiel es de hecho el profeta ligado a la predicción del nacimiento de la Virgen, prefigurada por Eva. Algunos en cambio ven en su expresión el momento de sorpresa al escuchar la voz de Dios. El rostro de perfil está definido con gran precisión, con una luz incisiva que contrasta con la más suave de los asistentes desnudos. La fuerte plasticidad, casi escultural, alcanza su apogeo en las poderosas piernas y enérgica anatomía del anciano, desde las manos al cuello de toro, de los vigorosos pies descalzos a la energía de la cabeza.
Ezequiel predijo también la construcción de un nuevo templo que pondría fin a una época de pecado y abandono por parte de Dios, del cual brotará un río milagroso, portador de fecundidad: una visión similar a la de la Edad de Oro predecida por la Sibila Cumana, situada al otro lado.

## Detalles

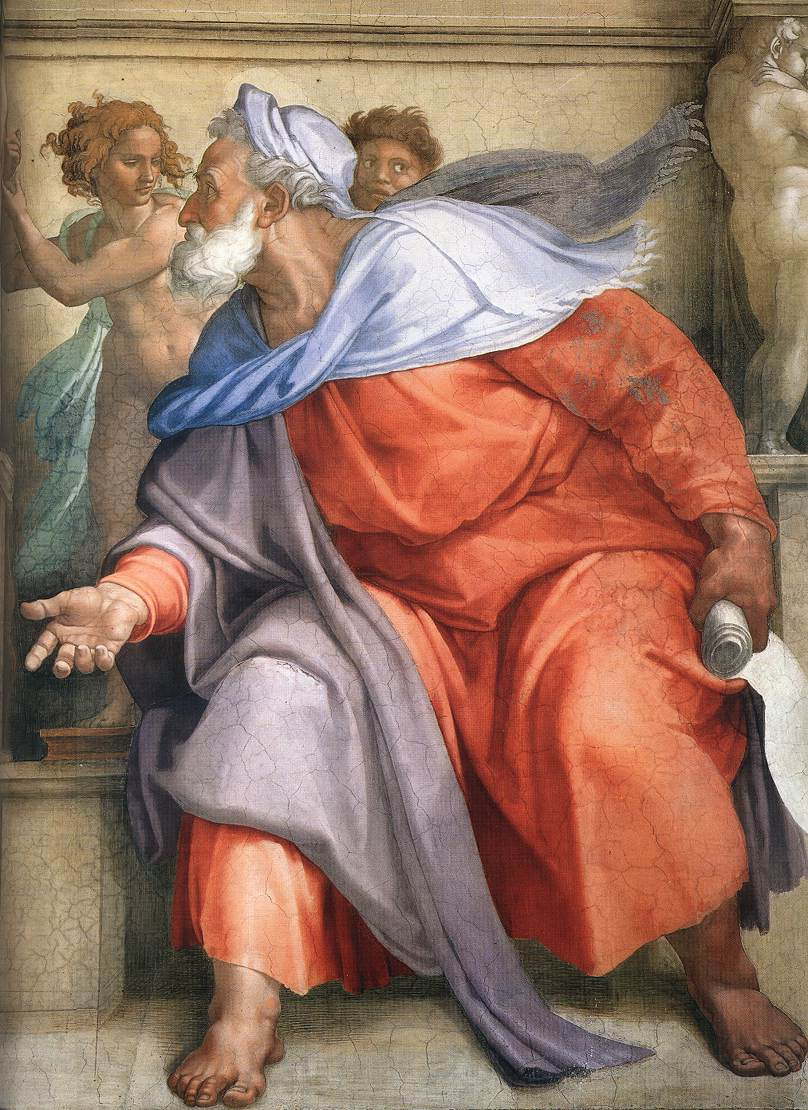
Detalle.
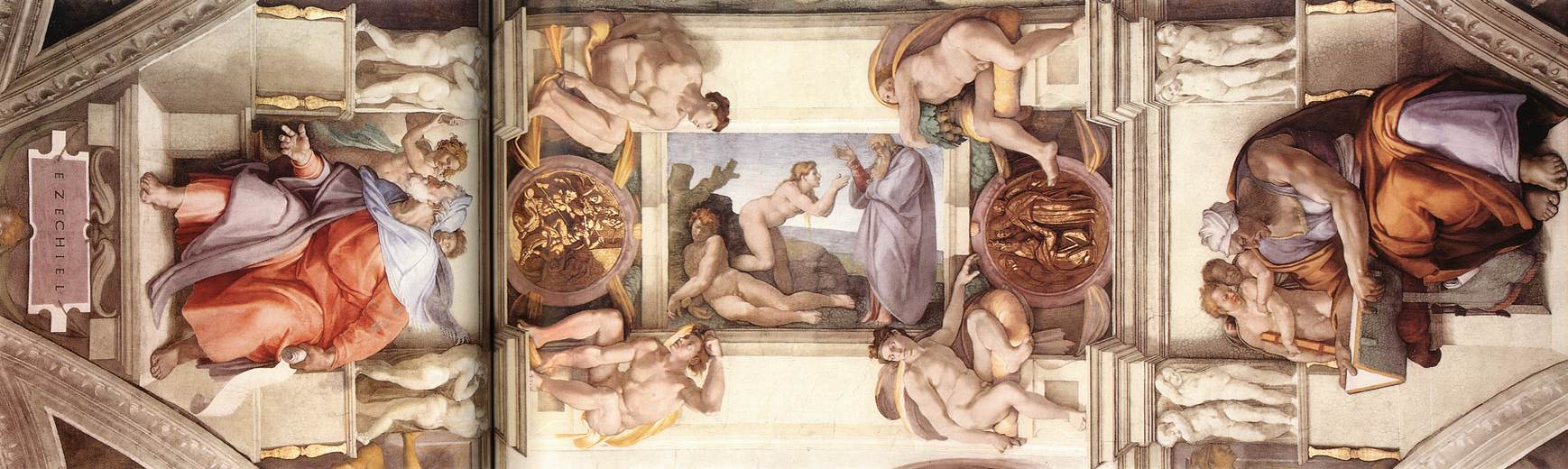
El quinto tramo.